# Marquesado del Valle de Tena
El marquesado del Valle de Tena es un título nobiliario español creado el 23 de junio de 2003, con grandeza de España originaria, por el rey Juan Carlos I, a favor de Guillermo Luca de Tena y Brunet, editor del diario ABC, miembro del Consejo Privado de Juan de Borbón, conde de Barcelona y en 1977 designado senador del Reino de las Cortes Constituyentes.

## Denominación
Su denominación hace referencia al Valle de Tena, en la provincia de Huesca, y al segundo apellido paterno por el que fue universalmente conocido la persona en la que en su memoria se instituye dicha merced nobiliaria.

## Carta de Otorgamiento
El título se le concedió por: 

«La singular dedicación de don Guillermo Luca de Tena y Brunet al mundo de la comunicación, que ha llevado a cabo a lo largo de toda su vida profesional, merece ser destacada de manera especial, por lo que, queriendo demostrarle Mi Real aprecio...»

## Marqueses del Valle de Tena
|                            | Titular                              | Periodo                    |
| Creación por Juan Carlos I | Creación por Juan Carlos I           | Creación por Juan Carlos I |
| -------------------------- | ------------------------------------ | -------------------------- |
| I                          | Guillermo Luca de Tena y Brunet      | 2003-2010                  |
| II                         | Catalina Luca de Tena y García-Conde | 2012-actual titular        |

## Historia de los marqueses del Valle de Tena
- Guillermo Luca de Tena y Brunet (Madrid, 8 de julio de 1927-6 de abril de 2010),[4] I marqués del Valle de Tena, grande de España y senador del Reino, hijo de Juan-Ignacio Luca de Tena y García de Torres, ii marqués de Luca de Tena, y de su esposa Catalina Brunet y Serrano.

Casó con María de la Soledad García-Conde Tartiere, de cuyo matrimonio nacieron dos hijas: Catalina y Soledad. Le sucedió, el 21 de febrero de 2012, su hija mayor:
- Catalina Luca de Tena y García-Conde (1959-), II marquesa del Valle de Tena, grande de España, desde 21 de febrero de 2012,[5] vicepresidente de Vocento, S.A..